# 유신애

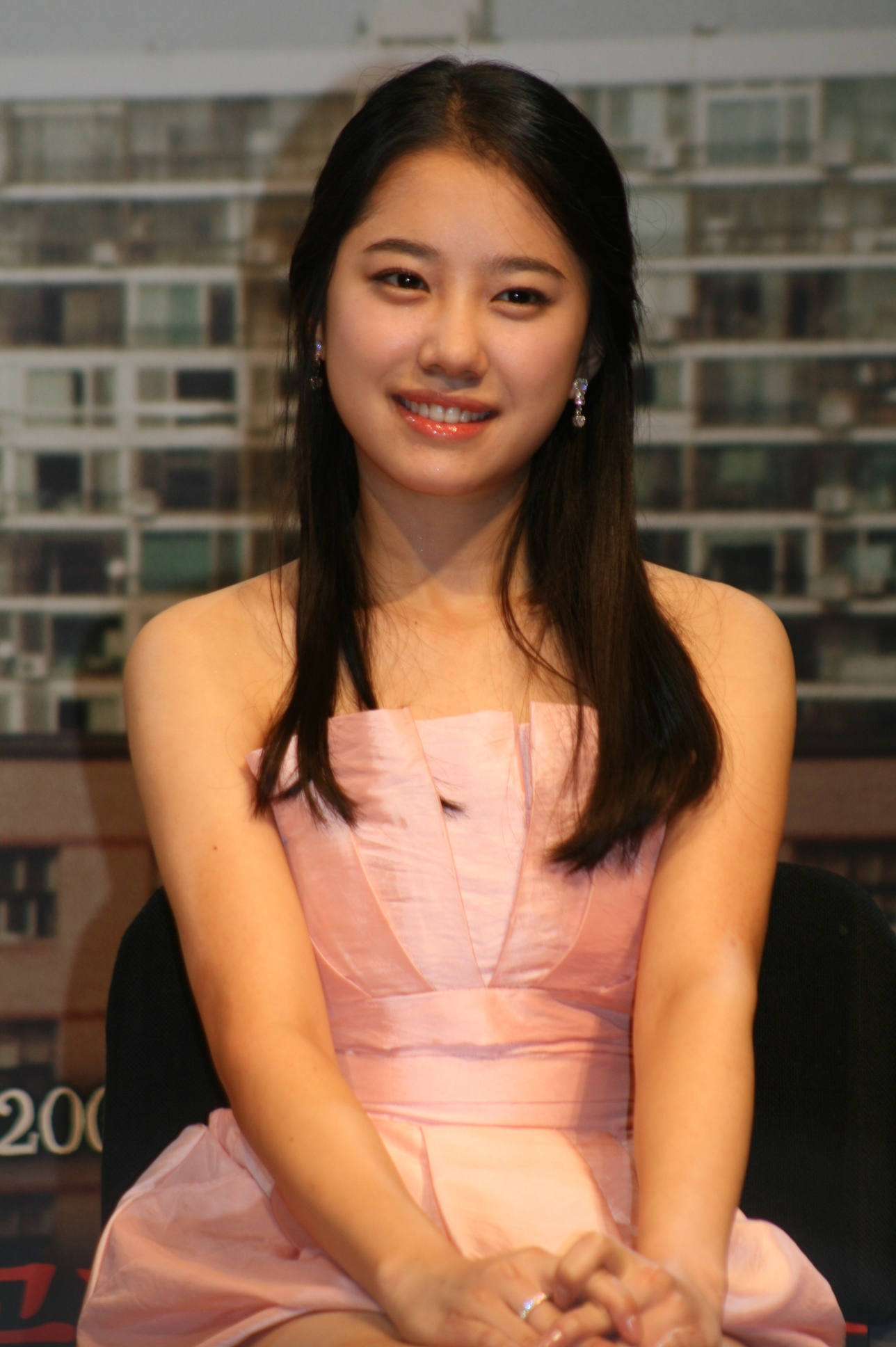

유담희는 대한민국의 배우이다.

## 학력
- 안양예술고등학교
- 한국예술종합학교 연극원

## 연기 활동

### 드라마
- 2012년 TV조선 주말드라마 《지운수대통》 ... 세경 역
- 2013년 MBC 월화드라마 《불의 여신 정이》 ... 공빈 김씨 역
- 2021년 SBS 특촬드라마 《아머드 사우루스》 ... 레시아스 역
- 2022년 SBS 특촬드라마 《아머드 사우루스 2》 ... 레시아스 역

### 영화
- 2008년 《고사: 피의 중간고사》 ... 박진경 역
- 2009년 《여고괴담 5: 동반자살》 ... 정언 역
- 2012년 《강철대오: 구국의 철가방》 ... 혜숙 역